# Марк Сендріч
Марк Сендріч (англ. Mark Sandrich, справжнє ім'я Марк Рекс Гольдштейн (англ. Mark Rex Goldstein; 26 жовтня 1900 — 4 березня 1945) — американський кінорежисер, сценарист і продюсер.

## Біографія
Марк Рекс Гольдштейн народився в Нью-Йорку, в єврейській родині. Навчався на інженерному факультеті Колумбійського університету. У кінематограф потрапив випадково. Перебуваючи в гостях у друзів на знімальному майданчику, він побачив, що режисер фільму ніяк не може зняти сцену, Сендріч запропонував свою допомогу, і все вийшло. Він вступив до відділу реквізиту, а потім став режисером, знявши в 1927 році кілька короткометражних комедій. У 1928 році він зняв свій перший повнометражний фільм, проте з впровадженням звуку знову продовжив знімати короткометражні фільми. У 1933 році він зняв короткометражку So This Is Harris!, яку нагороджено «Оскаром». Пізніше Сендріч повернувся до повнометражних фільмів, досягнувши успіху в жанрі комедії, і випустивши стрічку з Бертом Уілером і Вулсі Робертом Hips, Hips, Hooray! У 1934 році режисер вперше працював із зоряною парою Фред Астер — Джинджер Роджерс над музичним фільмом «Веселе розлучення», який успішно пройшов в прокаті.
У наступному році, він зняв «Циліндр», наступний мюзикл з Фредом Астером і Джинджер Роджерс. Він продовжив працювати з парою в фільмах «Слідуючи за флотом» (1936), «Потанцюємо?» (1937) і «Безтурботна» (1938). У 1940 році Сендріч перейшов з RKO Pictures в Paramount, де йому запропонували можливість стати не тільки режисером, але продюсером. Він зняв ще кілька успішних фільмів в цій якості, в тому числі два з Джеком Бенні: «Бак Бенні знову в сідлі» і «Возлюби ближнього» (обидві 1940), — а також романтичну комедію «Жайворонок» (1941) з Клодетт Кольбер і Реєм Мілландом в головних ролях. Хоча всі ці фільми мали успіх, найбільш значимою роботою Марка Сендріч став фільм «Готель „Голідей Інн“» (1942). У головних ролях в ньому знімалися Фред Астер і Бінг Кросбі, музику написав Ірвінг Берлін, а в кадрі вперше прозвучала пісня «White Christmas» у виконанні Кросбі. Цей сингл до теперішнього часу вважається найбільш продаваним в історії. Наступним фільмом став спродюсований Сендрічем «Крізь горе, тугу і втрати». Він був надзвичайно популярним і комерційно успішним, в ньому вперше виступила пара Адріан Бут і Джордж Рівз — Сендріч мав намір після війни перетворити їх в справжніх зірок.
Але 1945 році, під час підготовки до зйомок продовження ""Готель «Голідей Інн» під назвою «Блакитні небеса» з Бінгом Кросбі в головній ролі і Ірвінгом Берліном, який написав музику до фільму, Марк Сендріч раптово помер від серцевого нападу. До цього моменту він був президентом Гільдії режисерів і був одним з найбільш затребуваних і впливових режисерів Голлівуду, шанованим колегами і керівництвом кіностудії.
Сендріч був похований на кладовищі Хоум-оф-Піс.